# Robert Dudley, conte di Warwick
Sir Robert Dudley (Richmond Palace, 7 agosto 1574 – Castello, 6 settembre 1649) è stato un nobile, navigatore, cartografo e ingegnere inglese naturalizzato italiano, figlio illegittimo di Robert Dudley, I conte di Leicester dalla sua amante Douglas Howard.
Nel 1605, dopo aver tentato inutilmente di essere riconosciuto legittimo, lasciò l'Inghilterra, dove abbandonò moglie e figlie, ed entrò a servizio del Granducato di Toscana, dove lavorò come ingegnere e costruttore navale e divenne noto per la pubblicazione de Dell'Arcano del Mare, il primo atlante marittimo mondiale.

## Biografia

### Origini e primi anni
Robert Dudley nacque il 7 agosto 1574 a Richmond Palace, come figlio illegittimo, nonché primogenito, di Robert Dudley, I conte di Leicester, noto per essere stato il favorito della regina Elisabetta I, e della sua amante Douglas Howard. Suo padre lo riconobbe in via ufficiosa e si occupò della sua educazione, crescendolo, dopo i primi anni, nelle sue residenze e in quelle dei suoi amici, ma concedendo alla madre di vederlo quando voleva. Leicester era affezionato al figlio e spesso viaggiava in campagna per vederlo. Nel 1579, sua madre sposò Edward Stafford e nel 1583 si trasferì con lui in Francia, dove Stafford servì come ambasciatore a corte.
Dopo aver goduto di un'eccellente istruzione domestica, nel 1587 fu iscritto alla Christ Church di Oxford con lo status di filius comitis ("figlio di conte"), dove studiò sotto Thomas Chaloner, che divenne suo mentore e amico. Nel 1588, quando l'Inghilterra fu minacciata di invasione dall'Armada Spagnola, Robert si unì a suo padre a Tilbury Camp, ma il 4 settembre il conte di Leicester morì, lasciando a Robert una cospicua eredità, che comprendeva il castello e le terre annesse di Kenilworth e la promessa che, alla morte di suo zio Ambrose, ne avrebbe ereditato i titoli di Signore di Denbigh e Chirk.
All'inizio del 1591, Elisabetta I dispose che Dudley sposasse, in capo a qualche anno, Frances Vavasour, la quale però dopo l'annuncio sposò segretamente un altro uomo e fu di conseguenza bandita da corte. Pochi giorni dopo, Robert sposò invece Margaret Cavendish, sorella del navigatore Thomas Cavendish. Per essersi sposato in segreto e senza consenso reale fu brevemente allontanato da corte, ma la regina lo richiamò dopo pochi giorni e permise che Robert entrasse in possesso della dote delle moglie, due navi chiamate Leicester e Roebuck. Margaret morì più avanti nello stesso anno, senza aver avuto figli.

### Spedizioni in mare

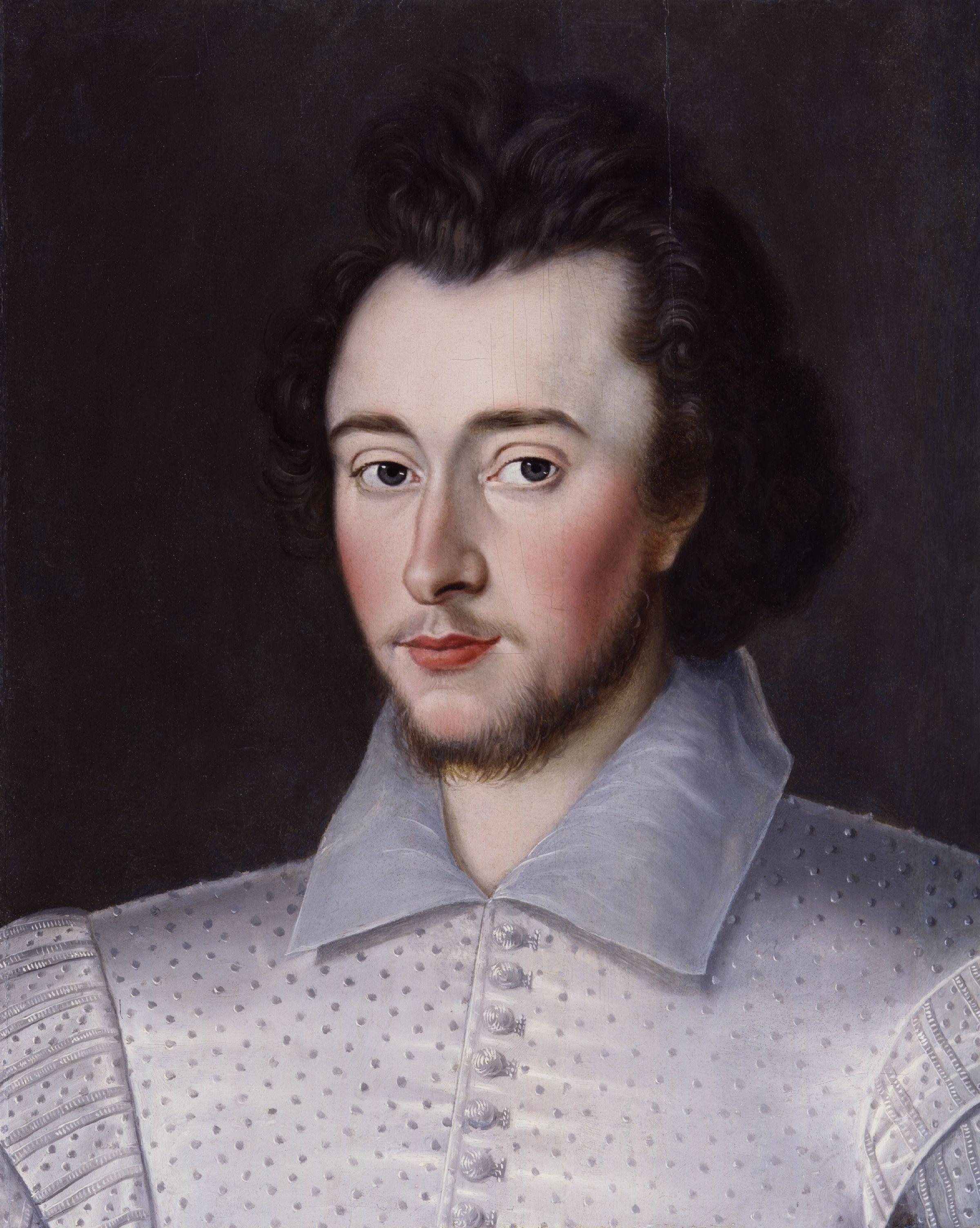
Probabile ritratto di Robert Dudley, 1591

Nel 1594, Robert radunò una flotta, che includeva due galeoni, l'ammiraglia Beare e la Beare's Whelpe, e le pinnacce Earwig e Frisking, con lo scopo di darsi alla corsareria contro gli spagnoli lungo le rotte atlantiche. La regina non approvò il piano: giudicava la flotta scadente e sottolineò come Robert non avesse esperienze in mare. Alla fine, lo nominò generale, ma solo a patto che salpasse verso la Guiana, una meta più sicura. 
Robert assoldò quindi 275 marinai veterani, fra cui il navigatore Abraham Kendal e i capitani Thomas Jobson e Benjamin Wood e salpò il 6 novembre 1594, ma poco dopo una tempesta separò le navi, che dovettero riparare in porti diversi. Robert concordò con gli altri capitani di riunirsi alle Isole Canarie o a Cabo Blanco e proseguì, ma riuscì a compiere una sola incursione di successo, nel Golfo di Lagos, mentre molte altre navi, fra cui la Earwig, affondarono o furono catturate. Finalmente, a dicembre 1594 riuscì a catturare due navi spagnole a Tenerife, che ribattezzò Intent e Regard e affidò a Woods. Raggiunto Cabo Blanco, dove nessuna delle altre navi, compresa la Beare's Whelpe, si fece vedere, si diresse verso Trinidad, dove, dalle parti di Cedros Bay, il 31 gennaio 1595, scoprì un'isola che rivendicò per la corona inglese con il nome di Dudleiana. Dopodiché, si fermò a Paracoa Bay per le riparazioni e condusse esplorazioni verso San José de Oruña, ma alla fine rinunciò ad attaccarla. 
A quel punto, Robert divise le sue forze, inviando la Intent e la Regard a nord, mentre lui reclutò un indigeno del luogo per guidarli alla ricerca di miniere d'oro lungo il fiume Orinoco. La spedizione, guidata da Jobson, fu un fallimento: la loro guida gli abbandonò e impiegarono due settimane per tornare alla nave. Il 12 marzo, Robert lasciò Trinidad verso nord, dove catturò un mercantile spagnolo e si diresse a Cabo Rojo, nel Porto Rico. Qui aspettò per settimane e, quando nessuna nave spagnola traversò, ripartì per le Bermuda. Una tempesta gli spinse fuori rotta, verso la Nuova Inghilterra, ma alla fine raggiunsero le Azzorre. Ormai a corto di polvere da sparo e provviste, Robert decise di tornare in Inghilterra, ma incrociò una nave da guerra spagnola e impiegò due giorni per sfuggirle. Nel maggio 1595, Robert sbarcò a St Ives, Cornovaglia, insieme alla notizia che Woods aveva catturato altre tre navi. 
Nel 1596, Robert si unì a Robert Devereux, II conte di Essex, per servire come comandante della Nonpareil in una spedizione verso Cadice. Nominato cavaliere per i meriti nella cattura della città, poco dopo sposò Alice Leigh, figlia di Thomas Leigh di Stoneleigh e Catherine Spencer. 
Nel 1597, Robert finanziò un viaggio in Cina per la Beare, la Beare's Whelp e la Benjamin, guidata da Woods, ma non fecero mai ritorno.

### Rivendicazione di legittimità
Nel maggio 1603, dopo la morte di Elisabetta I e la salita al trono di Giacomo I, Robert Dudley dichiarò che un certo Thomas Drury lo aveva informato che i suoi genitori erano stati segretamente sposati. Questo lo avrebbe reso l'erede legittimo dei Dudley e resi invalidi i seguenti matrimoni dei suoi genitori, rispettivamente con Edward Stafford e Lettice Knollys. Basandosi su questo, reclamò apertamente i titoli di suo padre e suo zio Ambrose di conte di Leicester e Warwick e le relative proprietà. 
A fine 1605, il caso destò scalpore quando arrivò davanti alla Camera Stellata, dove vennero presentati novanta testimoni per Robert e cinquantasette per Lettice Knollys. Douglas Howard non prese parte al procedimento di persona, ma rilasciò una dichiarazione giurata in cui dichiarava che lei e Leicester no scambiati una promessa di matrimonio vincolante a Cannon Row, Westminster, nel 1571, e si erano poi sposati effettivamente nell'"inverno" 1573, a Esher. Tuttavia, non fu in grado di fornire la data esatta, né il nome del celebrante, e i dieci testimoni delle nozze da lei dichiarati erano tutti già morti. Quanto al suo matrimonio con Stafford, che la rendeva, secondo le sue stesse dichiarazioni, colpevole di bigamia e adulterio, dichiarò che Leicester tentato di avvelenarla per liberarsi della minaccia che lei rappresentava, e che si era quindi sposata per preservare la sua vita. Secondo il marito di Douglas, che morì poco dopo, tale dichiarazione era stata estorta da Robert alla madre con intimidazioni e che in passato la moglie gli aveva confermato che tale impegno fra lei e Leicester non era mai esistito.
Alla fine, la Camera si espresse contro Robert, multò diversi suoi testimoni e dichiarò che Drury era un imbroglione che aveva agito sperando in un tornaconto economico. Il 10 maggio 1605, la sentenza fu ratificata dal re.
La questione fu poi ripresa nel 1621, in Italia, dove un'indagine ufficiale stabilì che non era possibile stabilire con certezza l'esistenza del matrimonio ma che propendevano per il credere alla legittimità di Robert. Gli storici moderni sono divisi sulle questione, fra chi è a favore del sì e chi del no.
Lo stesso re Carlo I d'Inghilterra si dimostrò nel 1644 disposto a rivedere parzialmente la questione con una soluzione di compromesso concedendo ad Alice, la seconda moglie (che per la legge inglese rimaneva la sua moglie legittima non riconoscendo il terzo matrimonio di Robert) il titolo di Duchessa di Dudley, titolo in ogni caso non ereditabile (del resto la legge inglese riconosceva come legittima la sola discendenza di Robert e Alice, formata solo da figlie che in quanto femmine non avrebbero potuto ereditarne i titoli).

### Vita in Italia

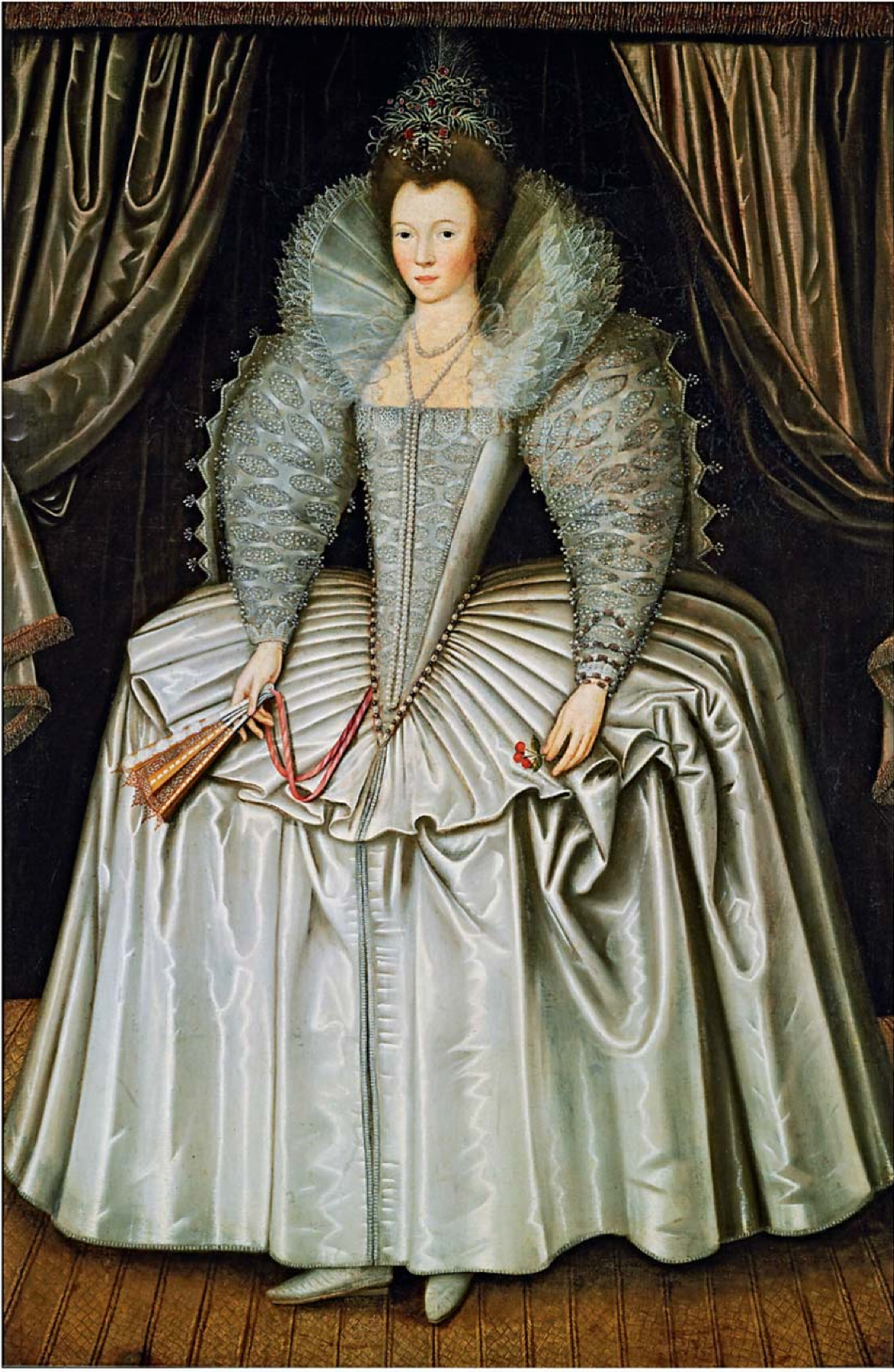
Probabile ritratto di Elizabeth Southwell, 1600

Dopo il fallimento della sua istanza di legittimità, nel maggio 1605 Robert Dudley lasciò definitivamente l'Inghilterra, sbarcando a Calais. Abbandonando in patria moglie e figlie, portò con sé la sua amante, nonché sua cugina, Elizabeth Southwell, figlia di Robert Southwell e Elizabeth Howard, a sua volta figlia di Charles Howard, I conte di Nottingham, la quale s'imbarcò di nascosto travestita da paggio. 
Una volta sbarcati, la coppia dichiarò di essersi convertita dal puritanesimo al cattolicesimo. Questo rese invalido il matrimonio di Robert con Alice Leigh, celebrato sotto la Chiesa Anglicana. Dopo aver ottenuto una dispensa papale per consanguineità, Robert ed Elizabeth Southwell si sposarono a Lione nel 1606, per poi stabilirsi a Firenze, nel Granducato di Toscana, e iniziarono a usare i titoli di conte di Leicester e Warwick. Robert Dudley entrò nelle grazie del granduca Ferdinando I de' Medici, per cui divenne consigliere e progettista navale per della flotta di Livorno, per una rendita annua di 2.000 ducati. Nel 1608, convinse il granduca a inviare un galeone corsaro, la Santa Lucia Buonaventura, in Brasile e Guiana, in quella che sarebbe divenuta la spedizione Thornton, l'unica della fallimentare conquista italiana nelle Americhe.
Nel 1607, Giacomo I d'Inghilterra revocò il permesso di viaggio di Robert Dudley e gli ordinò di tornare in Inghilterra da sua moglie Alice e dalle loro figlie. Robert rifiutò, il che lo rese un fuggitivo, e le sue proprietà in patria furono confiscate. Tuttavia, Robert continuò a corrispondere con l'Inghilterra tramite Thomas Chaloner, ciambellano del principe Enrico Federico, con cui scriveva di argomenti legati alla navigazione. Tentò anche di combinare un matrimonio fra lui e Caterina de' Medici, la figlia di Ferdinando I. Il matrimonio non si concretizzò, ma il principe offrì a Robert 14.500 sterline per il castello di Kenilworth, con Robert come connestabile a vita, ma Enrico Federico morì nel 1612, dopo aver versato solo 3.000 sterline. Il castello passò in mano al fratello Carlo, che si rifiutò di saldare il conto e nel 1621 ottenne un atto parlamentari con cui gli era permesso mantenere il castello in cambio di sole 4.000 sterline da versare a Alice Leigh.

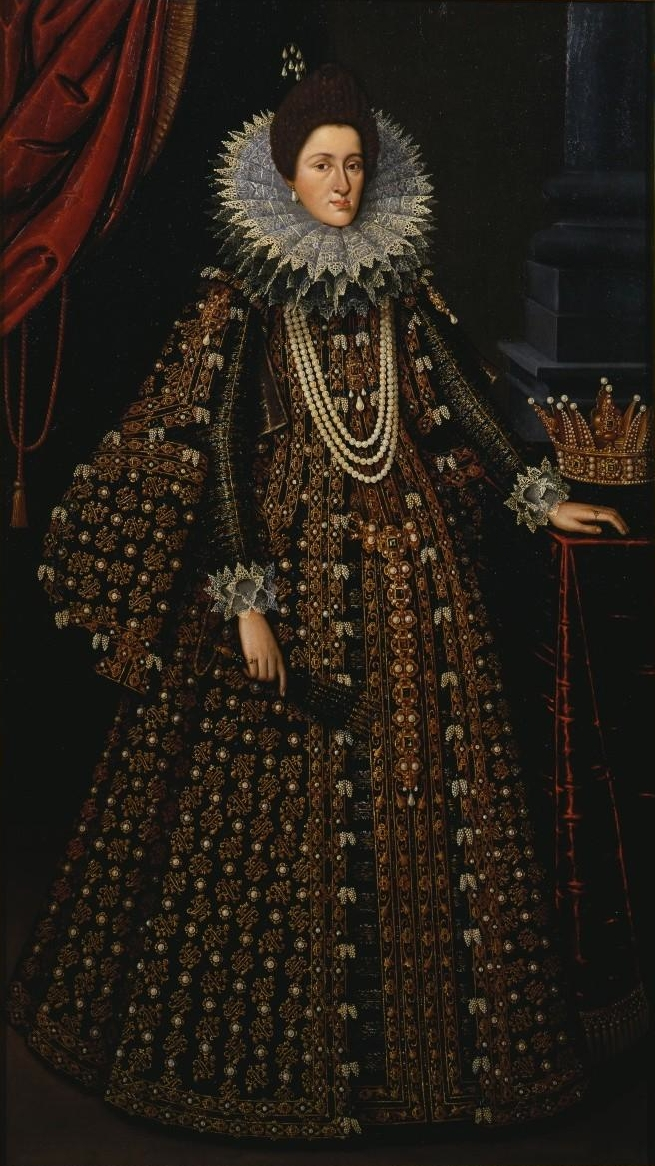
Maria Maddalena d'Austria, mecenate di Robert Dudley

Nel 1618, Giacomo I assegnò le contee di Leicester e Warwick rispettivamente a Robert Sydney e a Robert Rich. Di conseguenza, Robert Dudley chiese alla sua mecenate, Maria Maddalena d'Austria, moglie del nuovo granduca Cosimo II, di chiedere al fratello, l'imperatore Ferdinando II, di riconoscergli il titolo duca di Northumberland, che gli venne concesso il 9 marzo 1620. In seguito a questo affronto, Giacomo I interruppe i tentativi di conciliazione e lo dichiarò fuorilegge.
Negli anni seguenti, Robert Dudley si dedicò a diversi progetti, fra cui costruzione di dighe frangiflutti, la fortificazione del porto di Livorno, la bonifica delle paludi, il disegno di nuovi tipi di galee e la progettazione di un nuovo palazzo a Firenze. Tuttavia, il suo progetto più importante fu la scrittura de Dell'Arcano del Mare, il più avanzato e completo atlante marittimo fino a quel momento. Un secondo trattato, concepito come un manuale per la marina toscana, finì per non essere mai pubblicato.
Nel 1631, sua moglie Elizabeth morì il giorno dopo aver partorito il loro tredicesimo figlio, che presumibilmente non sopravvisse alla madre. Nel 1644, il re inglese Carlo I riconobbe in via ufficiosa Robert Dudley come legittimo e creò Alice Leigh duchessa a vita, per ripagarla dell'abbandono del marito.

### Morte

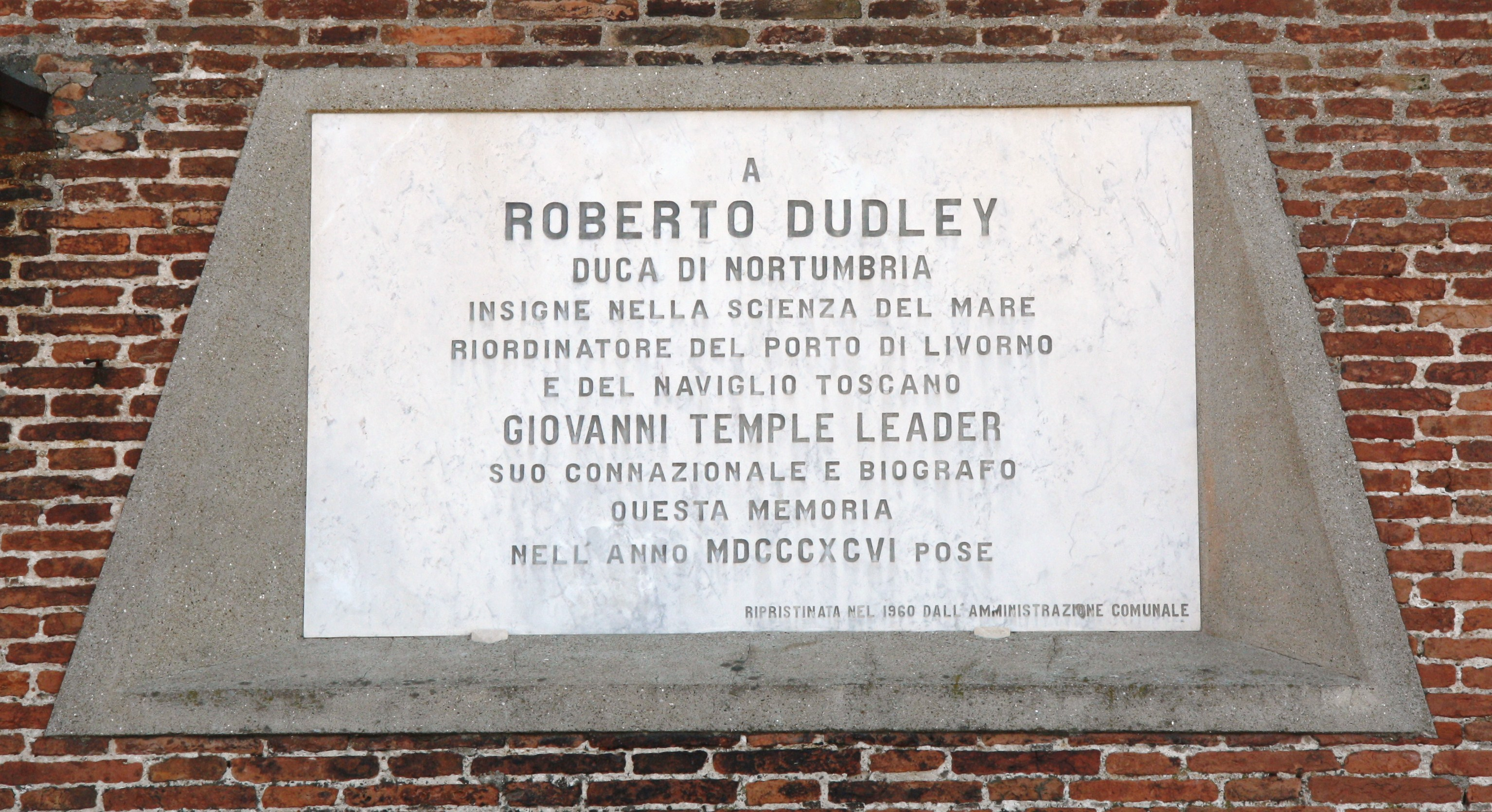
Targa commemorativa in onore di Robert Dudley a Livorno

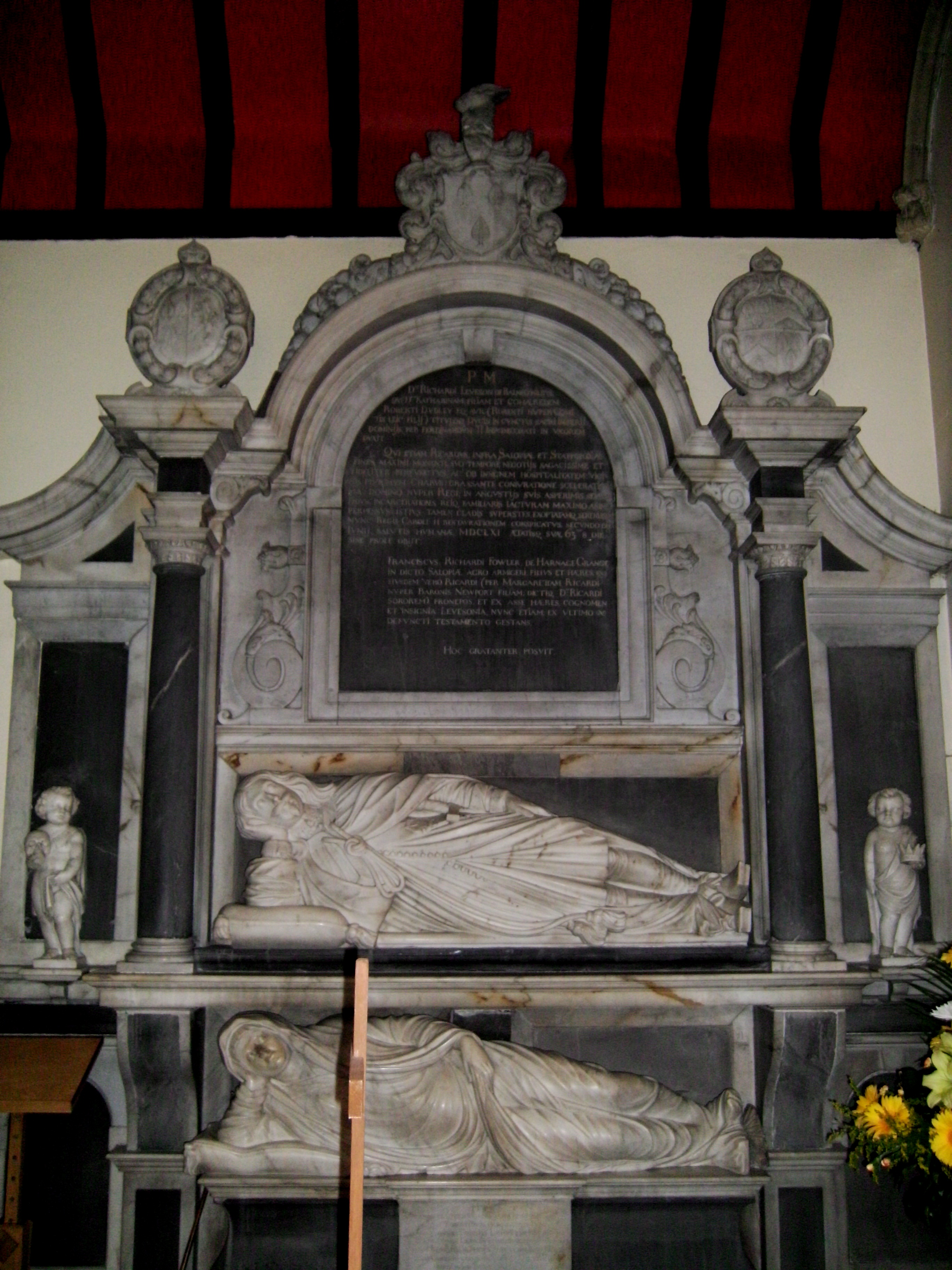
Monumento commemorativo a Katherine Dudley, figlia di Robert Dudley e Alice Leigh, e a suo marito, Lilleshall

Robert Dudley morì il 6 settembre 1649 a settantacinque anni, a Villa Rinieri di Castello, situata poco fuori Firenze e oggi nota come Villa Corsini. Fu sepolto nella Chiesa di San Pancrazio di Firenze. Lasciò la sua tenuta e ciò che conteneva al granduca Ferdinando II de' Medici, e la sua collezione di strumenti scientifici è oggi esposta al Museo Galileo di Firenze.
L'Imperatore concesse il titolo di duca di Northumberland al primogenito di Robert ed Elizabeth, Carlo, ma la discendenza maschile di Dudley non superò la terza generazione, estinguendo la pretesa al titolo.
Nel 1660, dopo la Restaurazione, Alice Leigh chiese al re Carlo II di riconoscerla duchessa di Northumberland e di concedere alle sue figlie il rango e la precedenza dovuta alle figlie di duchi, ma il re preferì non esprimersi (del resto Alice già era stata riconosciuta "Duchessa di Dudley" nel 1644). Lo stesso Carlo II finì col concedere il titolo nel 1683 al suo figlio illegittimo, George Fitzroy.

## Matrimoni e discendenza

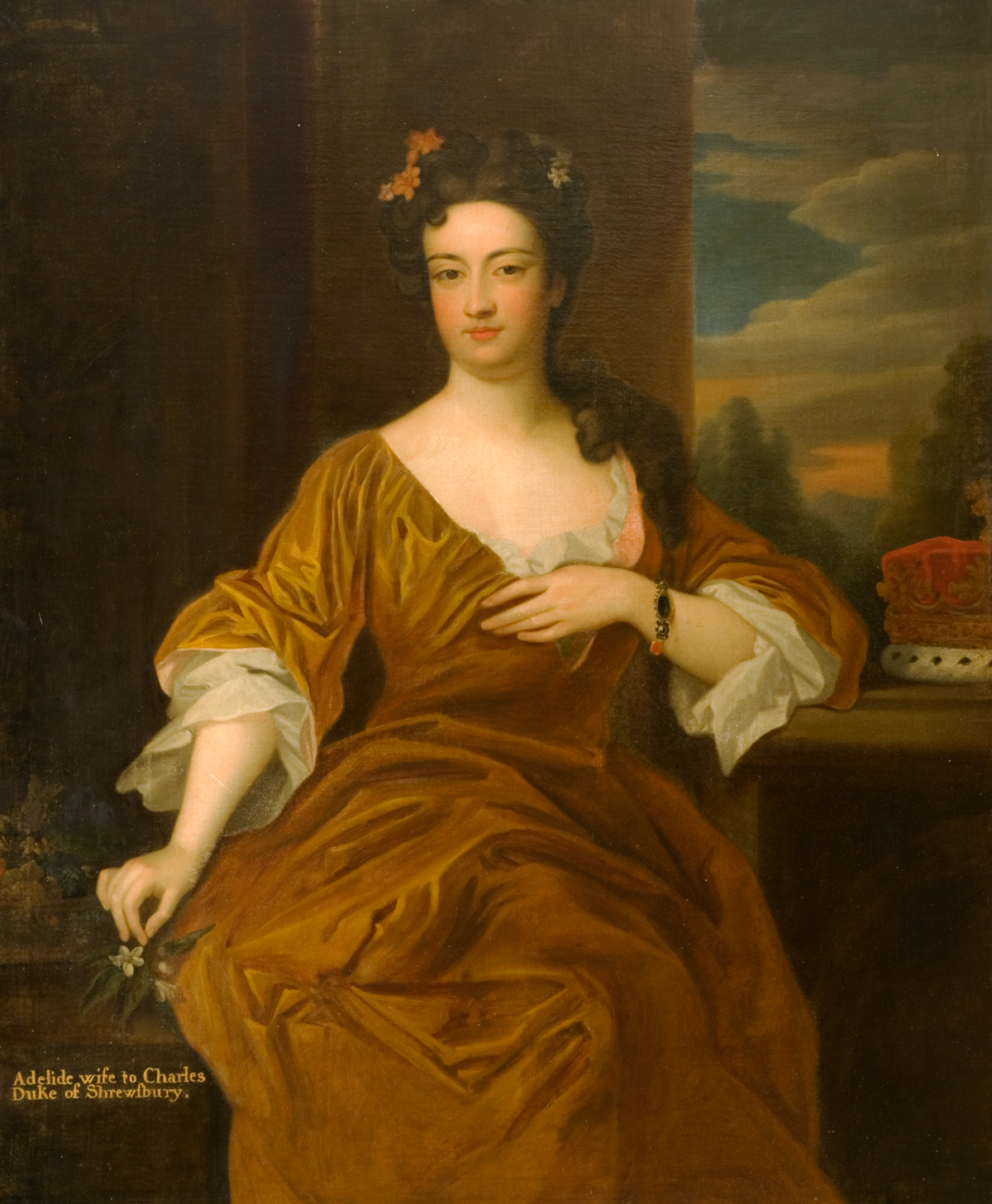
Adelhida Paleotti, pronipote e ultima discendente di Robert Dudley, 1705

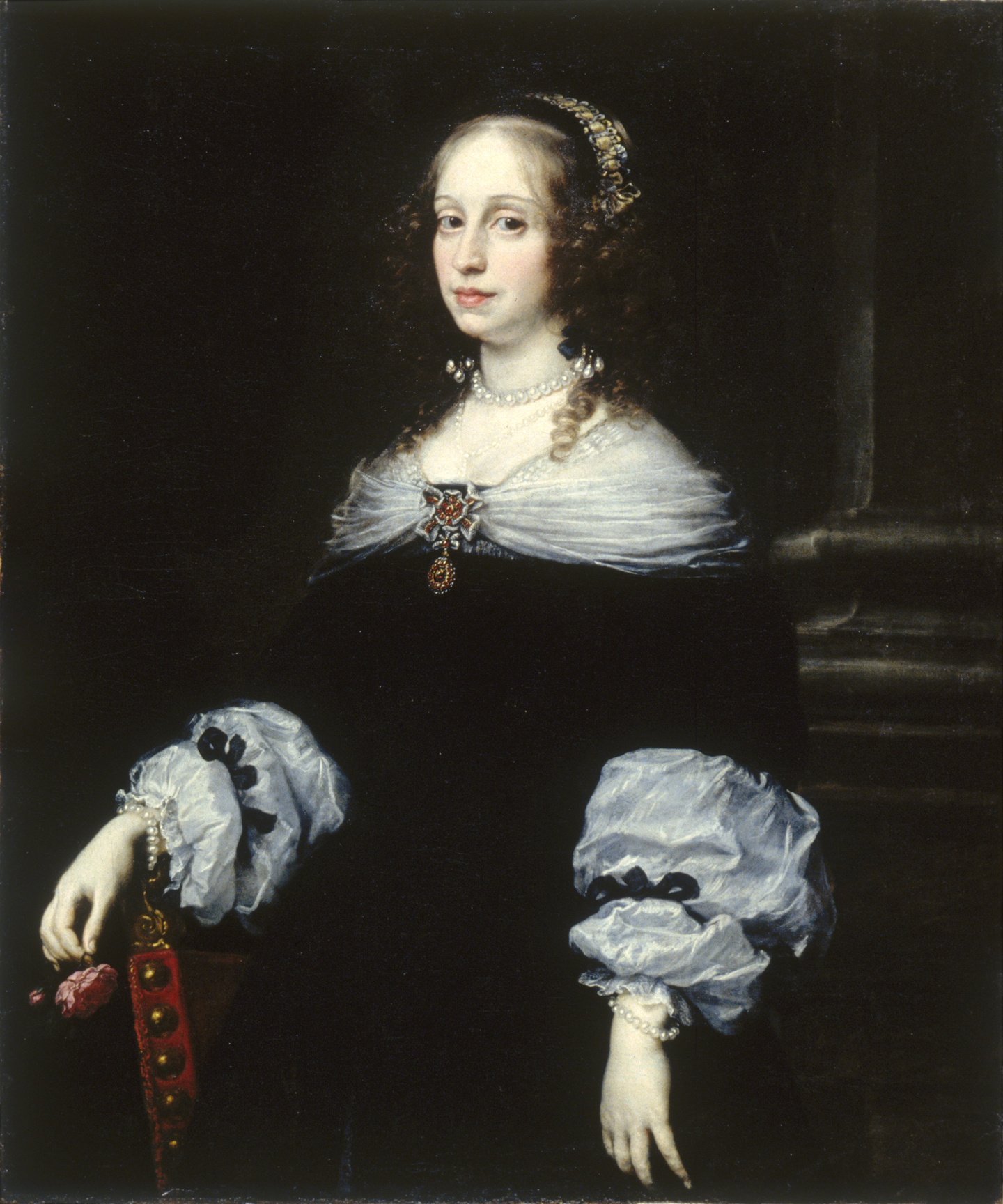
Teresa Dudley, figlia di Robert Dudley, 1654

Robert Dudley si sposò tre volte ed ebbe una numerosa prole, di cui parte sposata con la nobiltà italiana, ma la sua discendenza in linea maschile non superò la terza generazione, estinguendo quindi la linea dei Dudley, dal momento che l'unico altro figlio di Leicester, anche lui chiamato Robert e nato dalla sua seconda moglie Lettice Knollys morì a soli tre anni nel 1581, e parimenti i suoi fratelli non avevano avuto figli o non erano sopravvissuti.
All'inizio del 1591, sposò Margaret Cavendish, sorella di Thomas Cavendish, la quale morì più avanti nello stesso anno, senza figli.
L'11 settembre 1596, a Ashow, sposò Alice Leigh (1579 - 1669), figlia di Thomas Leigh di Stoneleigh e di Catherine Spencer, figlia di John Spencer. Da lei ebbe sette figlie, cinque delle quali sopravvissero:
1. Alice Dudley (nata il 25 settembre 1597 - 21 maggio 1621), che sposò Ferdinando Sutton, figlio di Edward Sutton, V barone Dudley;
2. Katherine Dudley (1598 - febbraio 1673), che nel 1609 sposò Richard Leveson, senza discendenza;
3. Douglas Dudley, che sposò William Dansey;
4. Frances Dudley (morta nel 1644), che sposò Gilbert Kniveton;
5. Anne Dudley, che sposò Robert Holborne.

Nel 1606, a Lione, sposò sua cugina Elizabeth Southwell (1584 - 1631), figlia di Robert Southwell e di Elizabeth Howard, figlia di Charles Howard, I conte di Nottingham. Secondo la legge inglese, questo matrimonio rendeva Dudley bigamo, essendo Alice ancora viva, ma non sul continente, perché il matrimonio con Alice non era lì riconosciuto dal Papa, essendo stato celebrato sotto la Chiesa Anglicana piuttosto che quella cattolica, come invece lo era il matrimonio con Elizabeth. Rimase vedovo nel 1631, quando Elizabeth morì di parto, presumibilmente col nascituro. Ebbero tredici figli, fra cui:
1. Carlo Dudley (1614 - 26 ottobre 1686), duca di Northumberland secondo le disposizioni di Ferdinando II. Sposò Maria Maddalena Gouffier, da cui ebbe una figlia, Maria Cristina Dudley, che sposò il marchese Andrea Paleotti. La loro figlia, Adelhida Paleotti (24 luglio 1660 - 29 giugno 1726), fu l'ultima discendente dei Dudley, dal momento che dal suo matrimonio con Charles Talbot, I duca di Shrewsbury non nacquero figli;
2. Ambrogio Dudley;
3. Ferdinando Dudley;
4. Teresa Dudley (1623-1698). Sposò prima, il 24 settembre 1645, Fulvio Alessandro della Corgna (1589-1647), duca di Castiglione del Lago, al quale diede un figlio postumo, Fulvio (1648 - 1648, morto a cinque mesi); e poi, nel 1649, Mario di Carpegna (1594-1661), conte sovrano di Gattara e Scavolino, da cui ebbe Ulderico I di Carpegna, Principe del Sacro Romano Impero e principe sovrano di Scavolino;
5. Maria Cristina Dudley, per matrimonio marchesa Clivola;
6. Maria Maddalena Dudley, per matrimonio marchesa Malaspina;
7. Anna Dudley (morta nel 1629);
8. Antonio Dudley (nato il 12 settembre 1631), gemello di Enrico;
9. Enrico Dudley (nato il 12 settembre 1631), gemello di Antonio;
10. Giovanni Dudley;
11. Cosimo Dudley.

## Dell'Arcano del Mare

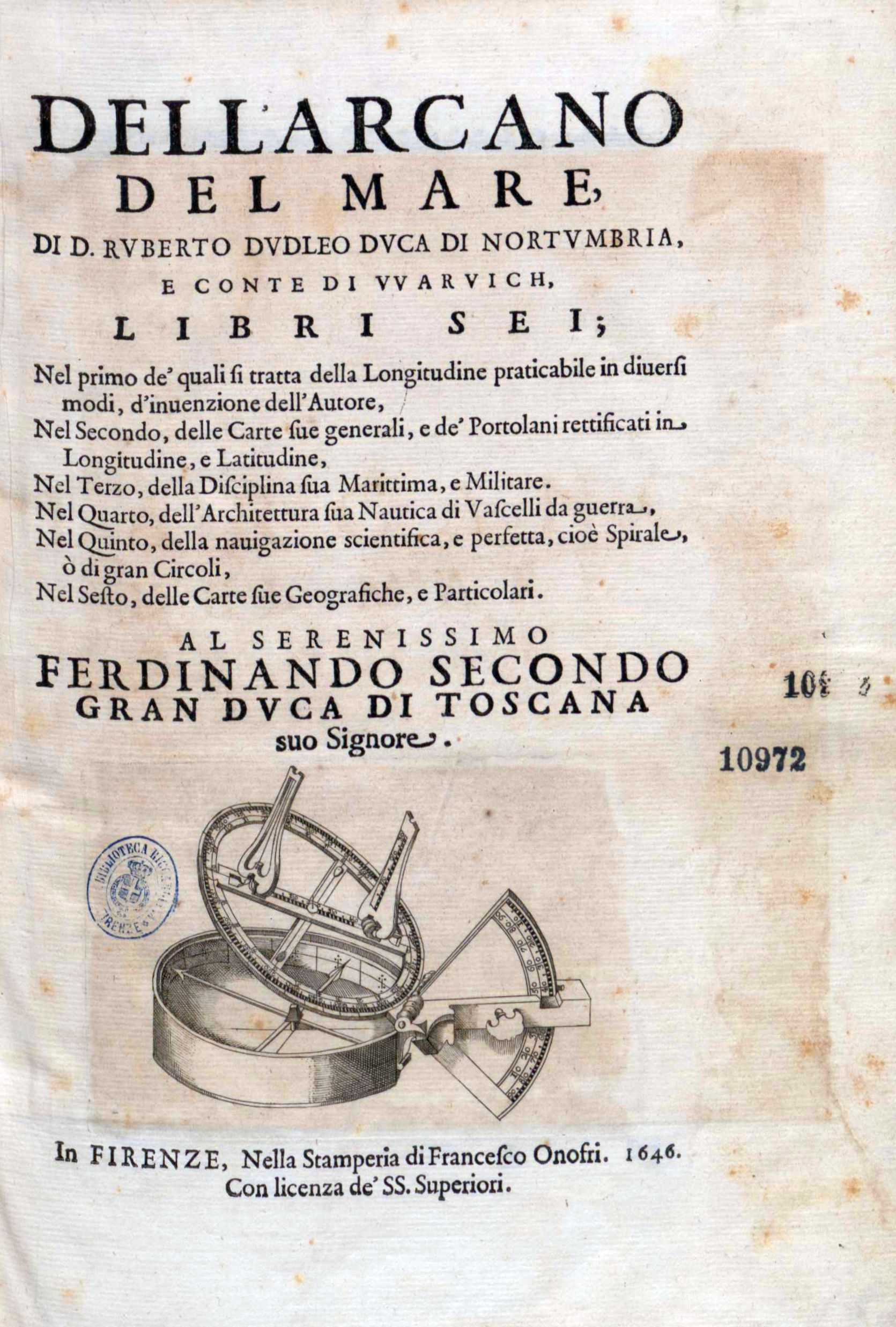
Dell'arcano del mare, 1646

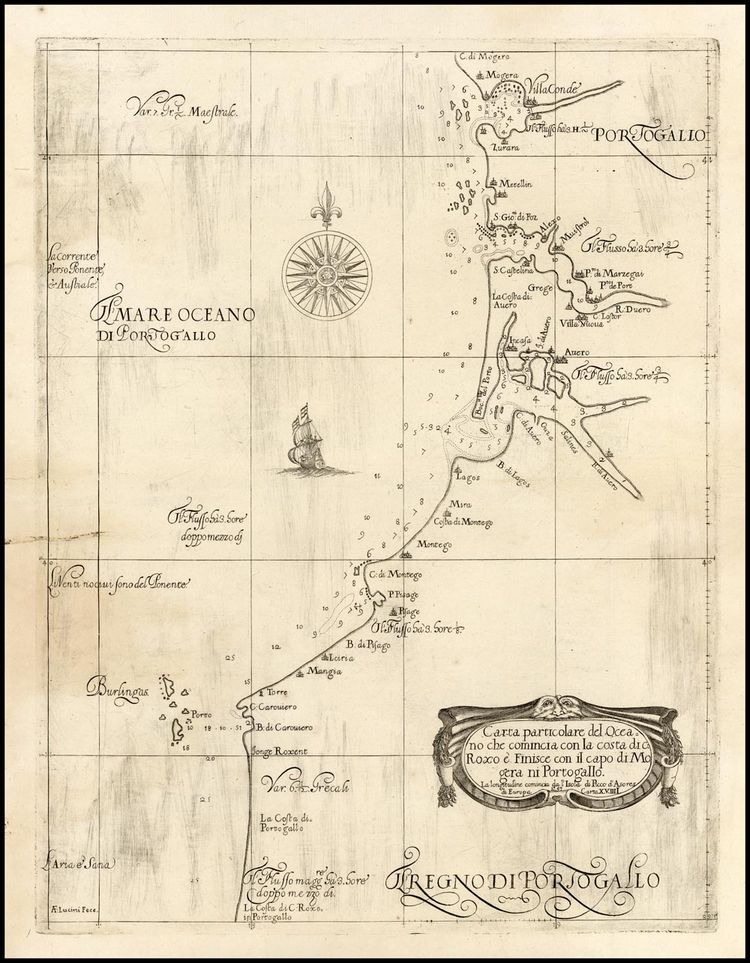
Carta del Portogallo

Dell'Arcano del Mare, opera più importante di Robert Dudley, è un trattato di navigazione e un atlante marittimo in sei volumi, auto-pubblicato nel 1646-1647, e composto sulla base dalle memorie e dagli appunti presi da Dudley fra il 1610 e il 1620.
Includeva tutte le conoscenze marittime dell'epoca ed è composto da sezioni riguardanti la navigazione, la costruzione navale, l'astronomia, un progetto di costruzione di una flotta includente cinque diverse classi di navi e soprattutto una sezione di 130 carte nautiche, tutte disegnate da zero piuttosto che copiate da altre fonti, com'era usuale all'epoca. L'atlante di Dudley era il più avanzato e soprattutto il più completo dell'epoca, coprendo l'intero globo, unico fino a quel momento. Altra particolarità era l'uso della proiezione di Marcatore, all'epoca insolita.

## Opere
- Dell'arcano del mare, vol. 1, Firenze, Francesco Onofri, 1646.
- Dell'arcano del mare, vol. 2, Firenze, Francesco Onofri, 1646.
- Dell'arcano del mare, vol. 3, Firenze, Francesco Onofri, 1647.